# Brattle
Brattle est un village anglais situé dans le Kent.